# Justicia leptophylla
Justicia leptophylla är en akantusväxtart som beskrevs av Emery Clarence Leonard. Justicia leptophylla ingår i släktet Justicia och familjen akantusväxter. Inga underarter finns listade i Catalogue of Life.